# Nemedina alamirabilis
Nemedina alamirabilis is een vliegensoort uit de familie van de Atelestidae. De wetenschappelijke naam van de soort is voor het eerst geldig gepubliceerd in 1981 door Chandler.